# Batalla de Malatitze
La batalla de Malatitze(suec) o Batalla de Moljatitschi o Batalla de Dobroje (rus) va ser una part de la campanya russa de Carles XII de Suècia, en el marc de la Gran Guerra del Nord, el dia 30 d'agostjul./31 d'agostsuec/10 de setembre de 1708greg.. La batalla es produí als afores de Moljatitschi, a Belarús prop de l'actual frontera amb Rússia.

## Antecedents
Carles XII avançava amb el seu exèrcit envers el cor del territori rus. Sota el comandament del príncep Mikhail Golitsyn, tropes russes s'enfrontaren a l'avantguarda de l'exèrcit suec, a les ordres del General Major Carl Gustaf Roos. El cos principal de l'exèrcit suec es trobava en aquests moments prop de Smolensk. El tsar Pere el Gran volgué aprofitar la fragmentació de l'exèrcit suec i ordenà atacar

## Batalla
Cinc batallons d'élit d'infanteria russos, dels regiments Preobraschenska i Semjonovska, atacaren a l'alba aprofitant la boira matinal, tot apropant-se als suecs i sorprendre'ls amb una descàrrega simultània. El Regiment Jönköping va patir de ple l'atac rus, però aconseguí mantenir la seva cohesió fins a l'arribada del Regiment Skaraborg. Posteriorment entraren en combat per part dels suecs el Regiment Västerbotten i el Regiment Närke-Värmland.
El terreny pantanós va impedir als russos perseguir les tropes sueques en retirada. La cavalleria russa, a les ordres de Menshikov, tampoc aconseguí tallar la retirada als suecs. Només l'arribada de reforços del contingent principal suec (regiment d'infanteria Dalregementet, el Regiment de Cavalleria Uusimaa i el Regiment de Dragons Hjelm) impedí l'aniquilació de les tropes de Roos.

### Batallons suecs presents a la batalla
- Regiment Hälsinge
- Regiment Västerbottens
- Regiment Jönköpings
- Granaders Livregementets
- Regiment Västerbottens, actualment Regiment Norrbottens
- Regiment Värmlands
- Regiment Skaraborgs
- Dalregementet
- Regiment de Cavalleria Östgöta
- Regiment de Dragons Hjelm

### Baixes
Els suecs van patir un total de 261 morts i 750 ferits, dels quals 109 dels morts i 227 els ferits del regiment Skaraborg durant els intensos combats de la fase inicial de la batalla. Molts dels morts suecs eren oficials.
El russos tingueren prop de 1.500 morts i un nombre desconegut de ferits. El Batalló Preobraschenska perdé 04/06 dels seus efectius.

## Conseqüències
La batalla de Malatitze, juntament amb la batalla de Lesnaia, va ser un pas important dels russos per frenar l'avenç de les tropes sueques envers la Rússia Central. L'enfrontament va tenir un gran impacte psicològic en la moral d'ambdós costats. Pere el Gran, així com els cronistes suecs, van assenyalar l'augment de la capacitat de combat de les tropes russes.